# Nicolas Hallé
Nicolas Hallé (1927 - ) é um botânico francês que trabalhou no Laboratório de Fanerógamas do Muséum national d'histoire naturelle. 

## Livros publicados
- 1957.  Les plantes de couverture en Côte d'Ivoire, guide pratique de reconnaissance et d'utilisation des légumineuses en Côte d'Ivoire. Ed. Muséum national d'histoire naturelle, Journal d'agriculture tropicale et de botanique appliquée. Tomo IV 1957, V 1958. 196 pp., 36 planchas
- 1961. Flore du Gabon. Ed. Museum national d'histoire naturelle, Laboratoire de phanérogamie
- 1962. Monographie des Hippocratéacées d'Afrique occidentale. Ed. Ifan Mâcon, impr. Protat frères. 246 pp.
- Hallé, N; A Aubréville, F Hallé. 1966. Flore du Gabon : 1re partie. Ed. Muséum national d'histoire naturelle
- 1977. Orchidacées (Flore de la Nouvelle-Calédonie et dépendances). Ed. Muséum national d'histoire naturelle, Laboratoire de phanérogamie. 565 pp.
- 1983. Flore de la Nouvelle-Calédonie et dépendances. Ed. Muséum national d'histoire naturelle, Laboratoire de phanérogamie. 565 pp. ISBN 2-85654-166-6
- Nielsen, I, Gn Tolmie Prance, J Edmondson, A Abréville (Auteur), Jean-François Leroy (Auteur), Maurice Schmid (Auteur), Nicolas Hallé 1986. Celastraceae Hippocrateoideae (Flore du Gabon). Ed. Museum national d'histoire naturelle, Laboratoire de phanérogamie
- 1987. Inventaire de la flore et de la faune de la Tapisserie de Bayeux. Ed. Muséum national d'histoire naturelle. 101 pp.